# أسامة الروماني
أسامة الروماني (3 يوليو 1942 - 29 مايو 2023) ممثل ومخرج برامج سوري ولد في دمشق. وهو الشقيق الأصغر للفنان الراحل هاني الروماني. بدأ حياته الفنية في الستينات من خلال أعمال مثل زقاق المايلة، وشارك في مسرحيتي ضيعة تشرين وغربة، ثم التحق بمؤسسة الإنتاج البرامجي المشترك في الكويت عام 1979، وأنتج معها مسلسلات، وبرامج للأطفال أشهرها: افتح يا سمسم، وسلامتك، ليبقى هناك أكثر من 40 عاماً، قرّر بعدها إنهاء غربته العام السابق لوفاته، والعودة إلى دمشق.
امتدت رحلته مع التلفزيون السوري بين 1963 حتى مطلع الثمانينيات، وأبرز أدواره في الدراما السورية كان في مسلسل حمام القيشاني حيث أدى فيه دور العقيد أديب الشيشكلي.

## أعماله

### في المسرح
- ضيعة تشرين
- غربة

### في السينما
- عجاج
- يوم آخر للحب
- 1974: المغامرة.

### في التلفزيون
- ساعي البريد
- أسود أبيض
- زقاق المايلة
- بريمو
- الأميرة الخضراء
- حياتنا
- بصمات على جدار الزمن
- حمام القيشاني ج 2 + ج 3
- على قيد الحب
- كسر عضم
- الكرزون
- مربى العز
- خريف عمر

## وفاته
توفي يوم الإثنين 9 ذي القعدة 1444هـ الموافق 29 أيار (مايو) 2023م في العاصمة السورية دمشق جراء تعرضه لاحتشاء بعضلة القلب.